# Bridgeport (Texas)
Bridgeport é uma cidade localizada no estado norte-americano do Texas, no Condado de Wise.

## Demografia
Segundo o censo norte-americano de 2000, a sua população era de 4309 habitantes. 
Em 2006, foi estimada uma população de 5818, um aumento de 1509 (35.0%).

## Geografia
De acordo com o United States Census Bureau tem uma área de 
9,7 km², dos quais 9,6 km² cobertos por terra e 0,1 km² cobertos por água.

## Localidades na vizinhança
O diagrama seguinte representa as localidades num raio de 20 km ao redor de Bridgeport. 